# Jesper Worre
Jesper Worre, né le 5 juin 1959 à Frederiksberg, est un ancien coureur cycliste danois, devenu de 1999 à 2009 le président de l'Union cycliste danoise (DCU).

## Biographie
Professionnel de 1982 et 1992, Jesper Worre a notamment remporté une étape de Tirreno-Adriatico, le Tour du Danemark et une étape du Tour d'Espagne. Il dispute le Tour de France 1989. 
Bon rouleur, il s'est également distingué sur piste en obtenant trois médailles en poursuite lors des championnats du monde de 1986, 1987 et 1988 (deux en bronze, une en argent). 
Il participe au Tour d'Italie à huit reprises. Lors de l'édition 1986, il prend la troisième place du contre-la-montre entre Piacenza et Crémone, derrière Francesco Moser et Dietrich Thurau. Il se classe quinzième du classement général, son meilleur résultat sur un grand tour.
En février 1992, il a été testé positif à l'utilisation d'amineptine. Ce produit venait d'être inscrit sur la liste des substances interdites.
Il est engagé en 1995 par l'Union cycliste danoise dont il devient le directeur en 1999. Au sein de cet organisme, il a milité contre le dopage, et ses révélations ont entraîné l'exclusion de Michael Rasmussen par l'équipe Rabobank sur le Tour de France 2007.

## Palmarès sur route

### Palmarès amateur
- 1976
  - 2e du championnat du Danemark du contre-la-montre par équipes juniors
  - 3e du championnat des Pays nordiques sur route juniors
- 1977
  -  Champion du Danemark sur route juniors
  - 2e du championnat du Danemark du contre-la-montre par équipes juniors
  - 2e du championnat des Pays nordiques du contre-la-montre par équipes
- 1980
  -  Champion du Danemark du contre-la-montre par équipes
  - 9ea étape du Tour de Rhénanie-Palatinat
  - 10e du contre-la-montre par équipes des Jeux olympiques
- 1981
  - 3e du championnat du Danemark du contre-la-montre par équipes
- 1982
  - Coppa Caduti di Puglia
  - 4ea étape de la Semaine cycliste bergamasque
  - 9e étape du Baby Giro
  - Trophée Alvaro Bacci
  - 2e de la Semaine cycliste bergamasque

### Palmarès professionnel
| - 1983 - Tour de Vénétie - 3e du Grand Prix de l'industrie et de l'artisanat de Larciano - 1984 - 1re étape de Tirreno-Adriatico - 1985 - Prologue du Tour du Danemark - 2e du Grand Prix de l'industrie et de l'artisanat de Larciano - 4e du Championnat de Zurich - 1986 - 4eb étape de la Semaine cycliste internationale - Classement général du Tour du Danemark - 3e du Grand Prix Eddy Merckx - 6e du Championnat de Zurich - 8e du championnat du monde sur route | - 1987 - 2e du Grand Prix de la ville de Camaiore - 1988 - Tour des Amériques - Tour de Suède : - Classement général - 3e et 7ea (contre-la-montre) étapes - 1990 - 6e étape du Tour d'Espagne - 1991 - 11e étape du Tour d'Argentine |  |

### Résultats sur les grands tours

#### Tour de France
1 participation
- 1989 : 88e

#### Tour d'Italie
8 participations
- 1983 : 88e
- 1984 : 101e
- 1985 : abandon (18e étape)
- 1986 : 15e
- 1987 : abandon (19e étape)
- 1988 : 68e
- 1989 : 71e
- 1992 : abandon (15e étape)

#### Tour d'Espagne
1 participation
- 1990 : 51e, vainqueur de la 6e étape

## Palmarès sur piste

### Championnats du monde
| - Colorado Springs 1986 - Médaillé de bronze de la poursuite - Vienne 1987 - Médaillé d'argent de la poursuite | - Gand 1988 - Médaillé de bronze de la poursuite |